# Liparis panduriformis
Liparis panduriformis är en orkidéart som beskrevs av Joseph Marie Henry Alfred Perrier de la Bâthie. Liparis panduriformis ingår i släktet gulyxnen, och familjen orkidéer. Inga underarter finns listade i Catalogue of Life.